# María Núñez
María Núñez Nistal (n. Las Palmas de Gran Canaria, Gran Canaria, Islas Canarias, 27 de noviembre de 1988) es una exjugadora profesional de balonmano española. Actúa como pivote y su último equipo profesional fue el ESBF Besançon de la Liga francesa de balonmano.
Es internacional con la selección española, con la que logró las medallas de plata en el Europeo de Hungría y Croacia 2014 y en el Mundial de Japón 2019.

## Vida personal
María Núñez vivió en Mogán hasta los 3 años y desde entonces reside en la urbanización Alborada de Maspalomas. Cursó el Bachillerato en el IES Faro de Maspalomas y empezó a estudiar Ingeniería Técnica Informática de Sistemas en la Escuela Politécnica de la Universidad de Las Palmas, hasta que fichó por el equipo de Alicante en cuya Universidad terminó diplomándose como maestra en la especialidad de Educación Física. Actualmente cursa el Grado de Maestra de Primaria.

## Equipos
Formada inicialmente en el Colegio Marcial Franco y en el Club de Balonmano Maspalomas Atlántica, María Núñez despuntó muy pronto por su gran técnica, fortaleza física y mental, su altura y su enorme disciplina deportiva, que le han hecho destacar como una de las mejores jugadoras españolas en la posición de pivote. Su debut en la máxima categoría se produjo con el BM Ro’Casa Gran Canaria en 2005 con apenas 16 años de edad. 
En 2006, y con 17 años, dio el salto a la península ibérica de la mano del Club Balonmano Mar Alicante, club en el que coincidió con internacionales de la talla de Carmen Martín y Beatriz Fernández Ibáñez, entre otras. De su estancia en Alicante destaca la final de la Copa de la Reina en febrero de 2010 en León en la que sucumbieron ante la potente Sociedad Deportiva Itxako (35-29). Además marcó tres goles en la final de la Recopa de 2011 ante el Ferencvárosi Rail Cargo de la Liga húngara de balonmano que ganó por cinco goles de diferencia a doble partido. Durante la 2011/12, en la EHF Cup, Mar Alicante cayó en semifinales ante el Zalău rumano, teniendo Núñez y el equipo una destacada actuación.
En mayo de 2012 y tras seis años en el club alicantino, María Núñez firmó por el Balonmano Bera Bera. Durante las temporadas 2012/13 y 2013/14 el equipo vasco se ha proclamado campeón de la Liga, de la Copa de la Reina y de la Supercopa de España en ambas, logrando el histórico triplete consecutivamente, algo que solo el Itxako había logrado las dos temporadas anteriores. Estos éxitos, vinieron en parte a las buenas actuaciones de Núñez en el pivote tanto en defensa como en ataque. En su última temporada en Bera Bera (2014/15), vuelve a conseguir el título de Liga y el de la Supercopa, aunque esta vez se les escapa el de la Copa de la Reina tras perder ante el BM Ro´casa Gran Canaria.
Tras tres años de grandes éxitos en Bera Bera, en mayo de 2015 junto con su compañera en la selección y en el Bera Bera, Patricia Elorza, fichan por el ESBF Besançon de la Liga francesa de balonmano.
Se retira tras la 2020-21.

## Selección nacional
Ha sido internacional con la Selección femenina de balonmano de España en 37 ocasiones, marcando 17 tantos, hasta la fecha.
Su primer torneo internacional de importancia con las guerreras fue el Campeonato Europeo de Balonmano Femenino de 2014 disputado en Hungría y Croacia, donde desbancó a la otra pivote Ainhoa Hernández, acompañando finalmente en la lista de 16 de Jorge Dueñas a la titular Elisabeth Chávez. Superaron la primera fase con pleno de victorias y puntos tras vencer a Polonia, Rusia y Hungría. Sin embargo en la Maind Round perdieron sus dos primeros partidos ante Noruega y Rumanía. Finalmente en el decisivo y último partido, lograron una impresionante victoria ante Dinamarca por 29-22 para pasar por segunda vez en su historia a unas semifinales de un Europeo. En las semifinales se vengaron de su derrota ante Montenegro en los JJOO ganando por un vibrante 19-18, pasando a su segunda final de un Europeo. En la final se volvieron a cruzar contra Noruega perdiendo por 28-25 y acabando finalmente con una gran medalla de plata. En el plano individual María apenas tuvo minutos, debido a la alta competencia, aunque sí jugó unos cuantos partidos dando descanso a Eli Chávez y dejando buenas sensaciones, sobre todo en defensa.
De nuevo, en 2015 es llamada para disputar el Campeonato Mundial de Balonmano Femenino de 2015 en Dinamarca. En la fase de grupos, comienzan ganando a Kazajistán, aunque luego pierden 28-26 ante la potente Rusia. Pese a esa derrota, se rehacen, y luego consiguen ganar cómodamente a Rumanía por 26-18 y golear a la débil Puerto Rico por 39-13. Finalmente, en el último partido de la liguilla de grupos caen ante Noruega por 26-29, acabando terceras de grupo y teniendo un complicado cruce en octavos de final ante Francia. Finalmente, en octavos fueron eliminadas por las francesas tras un penalti muy dudoso con el tiempo cumplido (22-21). No obstante, el arbitraje fue muy cuestionado por diversas exclusiones dudosas para las españolas, y por una roja directa también muy dudosa a Carmen Martín. Ante esta situación, las guerreras fueron eliminadas en octavos (al igual que el último Mundial), siendo duodécimas. En el aspecto individual, María jugó todos los partidos y anotó sólo 2 goles (la que menos marcó del equipo). 
No fue llamada para los Juegos Olímpicos de Río de Janeiro 2016 ni para el Campeonato Europeo de Balonmano Femenino de 2016 disputada en Suecia en diciembre, aunque en ambos las guerreras no lograron grandes resultados. 
Regresó a la selección de la mano de Carlos Viver para el Campeonato Mundial de Balonmano Femenino de 2017 disputado en Alemania. María fue en principio la titular en el pivote debido a los problemas físicos persistentes de Eli Chávez, y a la juventud e inexperiencia de la otra pivote del equipo, la granadina Paula García. En este Campeonato, la selección fue eliminada en octavos de final por la todopoderosa Noruega. María jugó todos los partidos, aunque sólo marcó 2 goles, no obstante obtuvo un 100% de efectividad.
Volvió a ser convocada para un gran evento, en el Campeonato Mundial de Balonmano Femenino de 2019 en Japón, en el que parte como la tercera pivote por detrás de Ainhoa Hernández y Elisabet Cesáreo. En la primera fase, consiguieron pleno de victorias al vencer a Rumanía, Hungría, Senegal, Kazajistán y Montenegro con un gol en el último segundo, pasando con todos los puntos a la segunda fase. Ya en la Main Round, empataron ante Suecia un partido en el que ganaban de 8 tantos a falta de 20 minutos para el final; ganaron a Japón, un partido en el que se consiguió de forma matemática el principal objetivo de la selección, el preolímpico; y perdieron ante Rusia, lo que les dejaba a expensas de lo que hiciera Montenegro ante Suecia. Finalmente Montenegro ganó, y las Guerreras lograron un histórico y merecido pase a las semifinales y a la lucha por las medallas. En la semifinal, rompieron todos los pronósticos venciendo con contundencia a la siempre favorita Noruega por 28-22. En la histórica final, se enfrentaron ante Holanda, final que se perdió 29-28 con un gol de las holandesas con el tiempo contado de 7m, tras una polémica actuación arbitral de las gemelas francesas Bonaventura. Consiguió de esta manera su segunda medalla con la Selección Nacional, ambas de plata. En el plano individual, María fue la jugadora de campo con menos minutos del combinado junto con Silvia Arderius, jugando 8 partidos y anotando apenas 1 gol.
También ha sido internacional con la Selección Autonómica de Canarias, con la que se convirtió en subcampeona de España en la temporada 2004/05 y campeona en las temporadas 2003/04 y 2005/06, además de campeona en los Juegos del Mediterráneo de ese año y 51 veces internacional con la selección española junior.

### Participaciones en Campeonatos del Mundo
| Mundial                                          | Sede      | Resultado        | Partidos | Goles |
| ------------------------------------------------ | --------- | ---------------- | -------- | ----- |
| Campeonato Mundial de Balonmano Femenino de 2015 | Dinamarca | Duodécimo puesto | 6        | 2     |
| Campeonato Mundial de Balonmano Femenino de 2017 | Alemania  | Undécimo puesto  | 6        | 2     |
| Campeonato Mundial de Balonmano Femenino de 2019 | Japón     | Subcampeona      | 8        | 1     |

### Participaciones en Campeonatos de Europa
| Europeo                                          | Sede              | Resultado   | Partidos | Goles |
| ------------------------------------------------ | ----------------- | ----------- | -------- | ----- |
| Campeonato Europeo de Balonmano Femenino de 2014 | Hungría y Croacia | Subcampeona | 4        | 0     |

## Palmarés

### Clubes
- División de Honor (3): con el Balonmano Bera Bera en 2013, 2014 y 2015.
- Copa de la Reina (2) con el Balonmano Bera Bera en 2013 y 2014, siendo finalista en 2015 y en 2010 con el Club Balonmano Mar Alicante.
- Supercopa de España (3) con el Balonmano Bera Bera en 2012, 2013 y 2014.
- Subcampeona de la Recopa en 2011 con el Club Balonmano Mar Alicante.

### Selección española
- Medalla de plata en el Europeo Hungría 2014.
- Medalla de plata en el Mundial Japón 2019.

## Reconocimientos
El 11 de junio de 2014 recibe en Maspalomas el reconocimiento del municipio por sus éxitos deportivos durante su carrera.